# Firsthütte
Die Firsthütte ist eine Schutzhütte des Bezirks Dornbirn der Sektion Vorarlberg des Österreichischen Alpenvereins im Bregenzerwaldgebirge in Vorarlberg. Sie liegt im Gebiet der Weißenfluhalpe auf einer Höhe von 1300 m ü. A.

## Geschichte
Die Hütte wurde 1972 vom Bezirk Dornbirn der Sektion Vorarlberg errichtet. Die Hütte ist sehr spartanisch eingerichtet, es existiert in der Küche ein Holzofen, es gibt kein fließendes Wasser und keinen Strom, nur eine 5V-Steckdose zum Handy aufladen ist vorhanden.
Aus der Sektion Vorarlberg heraus bildeten sich Ortsgruppen, die sich zu sogenannten „Bezirken“ zusammenschlossen, es existieren 15 Alpenvereinsbezirke, aus diesen entstand der Bezirk Dornbirn. Jedes Mitglied kann frei wählen, welchem Alpenvereinsbezirk es angehören möchte. Die Vorstände der jeweiligen Alpenvereinsbezirke bilden die Generalversammlung des Alpenverein Vorarlbergs.

## Hütten in der Nähe
- Lustenauer Hütte, bewirtschaftete Hütte, Bregenzerwaldgebirge, 1250 m ü. A.
- Bregenzer Hütte, bewirtschaftete Hütte, Bregenzerwaldgebirge, 1290 m ü. A.
- Emser Hütte, bewirtschaftete Hütte, Bregenzerwaldgebirge, 1298 m ü. A.
- Hochälpelehütte, bewirtschaftete Hütte, Bregenzerwaldgebirge, 1460 m ü. A.
- Schnepfegg Selbstversorgerhütte, Bregenzerwaldgebirge 885 m ü. A.
- Freschenhaus, bewirtschaftete Hütte, Bregenzerwaldgebirge 1846 m ü. A.[3]

## Tourenmöglichkeiten
- Schwarzenberg, Familien-Hüttenwanderung, Bödelegebiet (Etappe 2), Mehrtagestour, Bregenzerwald, 13,8 km, 5 Std.
- 01 Nordalpenweg, E49: Lustenauer Hütte – Bregenz, Wanderung, Bregenzerwaldgebirge, 25,4 km, 7,5 Std.
- Übergang von der Lustenauer Hütte zur Hochälpelehütte, Wanderung, Bregenzerwaldgebirge, 2 km, 0,5 Std.
- Rundtour über den Dornbirner First, Wanderung, Bodensee-Vorarlberg, 13,9 km, 5,3 Std.
- Kobel Alpe – Mörzelspitze – Leuenkopf – Kobel Alpe, Wanderung, Bodensee-Vorarlberg, 14,6 km, 5,2 Std.
- Mörzelspitze, Wanderung, Bodensee-Vorarlberg, 14,2 km, 5,4 Std.[4]

## Karten
- WK 364 Bregenzerwald, Wanderkarte 1:50.000 Landkarte – Gefaltete Karte, ISBN 978-3-85084-764-3